# Cortesana
|  | Aquest article tracta sobre l'activitat de cortesana. Vegeu-ne altres significats a « Cortes de Pallars». |

Una cortesana, (Vegeu també dama de companyia) en un origen i com a femení de cortesà, era aquella dona que assistia a la cort d'un monarca o d'algun poderós. A la societat feudal, la cort era el centre de govern, com ho era la residència del monarca, i la vida social i política sovint estaven completament barrejades. A l'Europa del Renaixement, els cortesans van tenir un paper importantíssim a la societat de classe alta. Com que en aquella època era normal que les parelles reials duessin vides separades (normalment casant-se amb l'únic objectiu de preservar les línies sanguínees i garantir les aliances polítiques), tant homes com dones sovint cercaven satisfacció i companyia entre les persones que vivien a la cort. De fet, el verb «cortejar», o «fer la cort», originalment volia dir «ser o residir a la cort», més endavant va voler dir «comportar-se com un cortesà», i després «donar atencions amoroses a algú».
La companya més íntima d'un governant s'anomenava la preferida.
Com a resultat, en els usos del Renaixement la paraula italiana cortigiana, femení de cortigiano (cortesà), va acabar referint-se a «l'amant del governant», i després a una dona de moral lliure, ben educada i independent, finalment una artesana educada per al ball i el cant, especialment si estava associada amb homes rics, poderosos o de classe alta que proporcionaven luxe i estatus a canvi de companyia.
La figura masculina comparable a la cortesana era l'italià cicisbeo o el francès chevalier servant. Realment sembla que la figura del chevalier servant (lit. 'cavaller servent', escorta de la senyora) d'una senyora casada era prou comuna a Europa fins al segle xviii.
Avui, el terme cortesana ha passat a ser un eufemisme per designar una acompanyant o una prostituta, especialment la que atreu clients rics.

## Categories

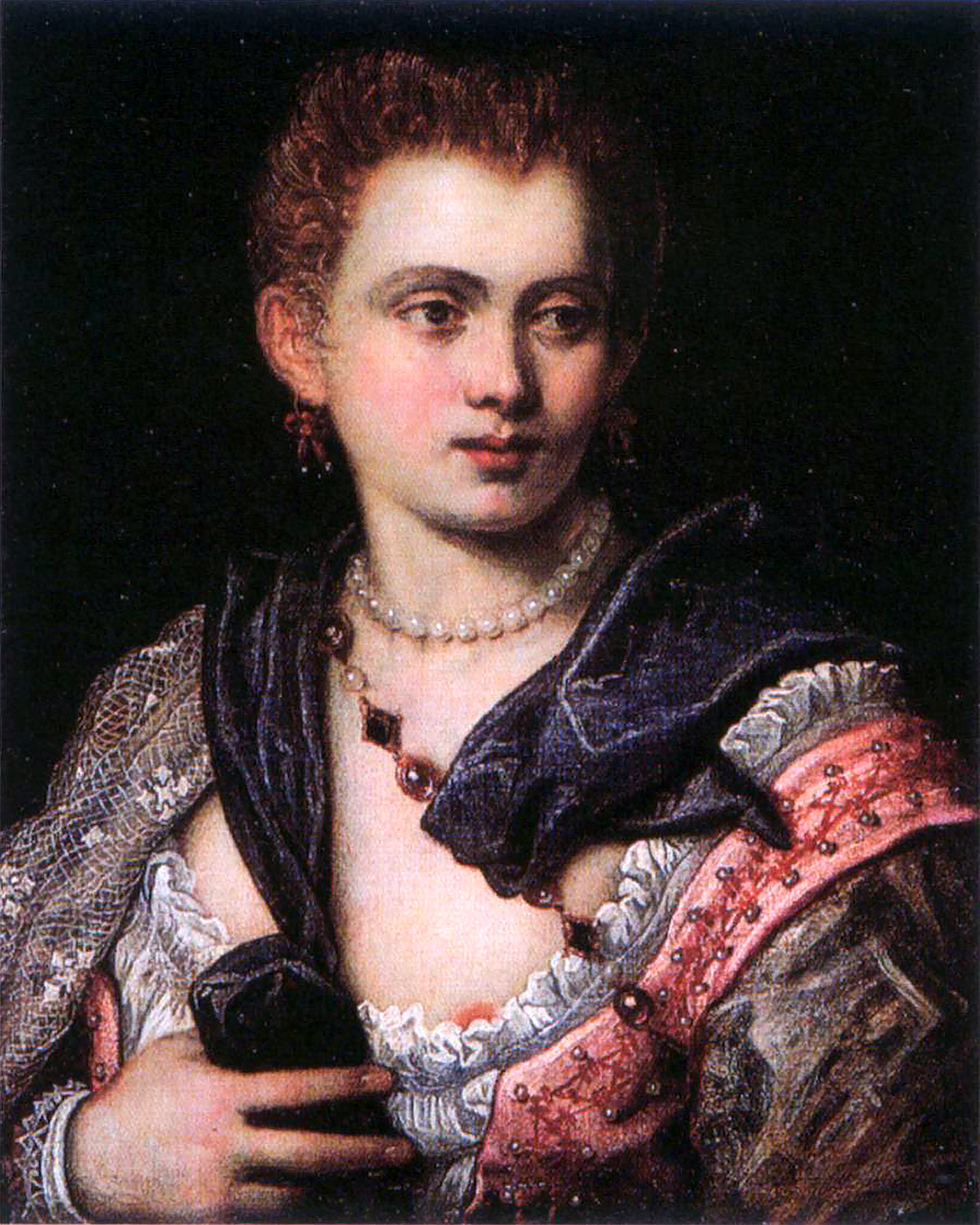
Veronica Franco, famosa poetessa i cortesana veneciana. Retrat de Paolo Veronese.

Essencialment, hi havia dues menes de cortesana. En una categoria estava la mena de cortesana coneguda (en italià) com la cortigiana onesta, o la cortesana honesta, que feia el paper d'intel·lectual. A l'altra hi havia la cortigiana di lume, una classe inferior de cortesana. Tot i que a aquesta última encara se la considerava millor que a una prostituta mitjana, la primera era d'una mena més romàntica i tractada més o menys igual que a una dona de la noblesa. És amb aquest tipus de cortesana que més s'associa l'art de la courtisanerie.
Les cortigiane oneste normalment eren ben educades i sofisticades (de vegades més que les dones mitjanes de la classe alta), i sovint tenien carreres simultànies com a actrius o artistes. Era típic que se les triés basant-se en la seva educació –habilitats socials i de conversa, intel·ligència, sentit comú i companyonia– així com als seus atributs físics. Normalment eren el seu enginy i personalitat el que les desmarcava de les dones corrents. Eren prostitutes en el sentit que el sexe era una de les seves obligacions, però a diferència de la prostituta corrent, el sexe només constituïa una faceta del ventall de serveis d'una cortesana. Per exemple, s'esperava que anessin ben vestides i estiguessin preparades per a implicar-se en una varietat de temes de conversa com ara l'art, la música i la política.
En alguns casos, les cortesanes provenien de famílies acomodades, i fins i tot eren casades, però, d'una classe social inferior a la dels seus clients. En aquests casos, la seva relació amb els de classes socials superiors podia millorar l'estatus dels marits; i així, amb prou freqüència, el marit estava al cas de la professió i assumptes de la seva muller.

## Diferències en l'estatus

### Com a treball principal
S'esperava de les cortesanes que no provenien de les classes acomodades que proporcionessin una companyia agradable durant un temps prou llarg, independentment de quins fossin els seus sentiments o compromisos en aquell moment, i havien d'estar preparades per fer-ho així amb poca antelació. També estaven subjectes a un estatus social baix, i sovint a una desaprovació religiosa, degut als aspectes immorals observats de llur professió i la seva dependència del concubinatge com a font d'ingressos principal. En casos així, una cortesana depenia financerament del seu benefactor o benefactors exclusivament, fent-la vulnerable; Cora Pearl n'és un bon exemple.
Sovint, les cortesanes que servien en aquesta qualitat havien començat la seva carrera com a prostitutes, o havien passat d'un benefactor a un altre, i d'això en resultava que se les veiés en els cercles de la societat com a inferiors als seus benefactors i a aquells rics i poderosos amb qui alternaven. Molts cops, en casos d'aquesta mena, si la cortesana havia servit satisfactòriament a un benefactor, aquest, un cop acabat l'assumpte, la passaria a un altre benefactor ric com a favor per a la cortesana, o muntaria un matrimoni concertat amb un benefactor semi-ric. En el cas que la cortesana disgustés o no satisfés a un benefactor, es podia trobar tot d'una fora dels cercles adinerats, tornant molt probablement a la prostitució de carrer.

### Com a benefici social o polític
A les que venien d'un entorn adinerat, ja fos per naixement o matrimoni, i que només actuaven com a cortesanes pels avantatges socials o polítics que en podien treure elles o els seus marits, normalment se les tractava com a iguals. Eren més respectades pels seus companys sentimentals, posant tots dos les obligacions familiars pel davant de la seva relació i planificant les seves relacions amoroses o compromisos socials al voltant de les obligacions maritals de l'amant.
Els assumptes d'aquesta mena solien durar poc, i s'acabaven o bé quan la cortesana o el marit de la cortesana rebien l'estatus o el càrrec polític desitjat, o quan el benefactor triava la companyia d'una altra cortesana, i compensava financerament a la companya anterior. En casos com aquest, sovint les dues parts implicades veien això com un simple acord comercial. El benefactor era conscient dels favors polítics o socials que la cortesana esperava, la cortesana era conscient del preu que se n'esperava pels favors que es duien a terme, i tots dos satisfeien les seves respectives exigències; Madame de Pompadour n'és un exemple.
Això generalment era una relació amorosa segura, ja que tant la muller del benefactor com el marit de la cortesana solien estar totalment al cas de la situació, i la cortesana no depenia exclusivament del benefactor. Més aviat, era una simple qüestió dels beneficis obtinguts per cadascuna de les parts implicades. Públicament i socialment, els assumptes d'aquesta mena eren comuns durant els segles XVII, xviii i xix (i també a principis del XX), i normalment eren acceptats en els cercles adinerats.

## Intrigues
Abans de l'era Victoriana, de vegades les cortesanes estaven limitades en la seva roba per diverses lleis sumptuàries i es regulava on podien aparèixer a les recepcions socials. Els períodes de declarada pietat religiosa sovint van dur a la persecució de les cortesanes, fins al punt d'incloure acusacions de bruixeria. Abans del segle xviii, en molts casos les dones que duien una vida de cortesana en una cort reial, amb relacions romàntiques amb reis, aconseguien riquesa i estatus, però finalment moltes d'elles acabaven sent executades després d'uns judicis molt públics que sovint les feia semblar que havien estat malvades, o afamades de poder, quan de fet no eren més que l'amant del rei.
Molt sovint, les cortesanes es traïen entre si en actes d'intriga política en intentar escalar a posicions de poder més altes a les corts reials. Hi ha hagut molts casos al llarg de la història on una cortesana ha intentat (de vegades amb èxit) suplantar a l'amant del rei o emperador. El procediment solia començar per desacreditar a la companya del governant, sovint divulgant secrets que durien a la rival a ser apartada i substituïda per la cortesana. Tanmateix, això era un procés delicat, i si una cortesana d'un estatus inferior intentava substituir una cortesana que gaudia d'un considerable poder dins la cort, sovint acabava exiliada de la cort reial, o casada amb un noble inferior en un matrimoni concertat, o fins i tot assassinada.

## Durada de la carrera
En els últims segles, del segle xviii en endavant, les cortesanes sovint podien ser apartades pels seus benefactors, però els dies d'execucions públiques o empresonaments pel seu estil de vida promiscu s'havien acabat. Hi ha molts exemples de cortesanes que, mantenint-se discretes i respectuoses amb els seus benefactors, també podien allargar la seva carrera fins passada la maduresa i retirar-se amb una seguretat financera; Catherine Walters n'és un bon exemple. A finals del segle xix, i durant un període curt a principis del XX, les cortesanes havien assolit un nivell d'acceptació social a molts cercles i situacions, fins al punt d'arribar sovint a l'extrem de ser amigues i confidents de les mullers dels seus benefactors.
Amb una certa freqüència, una dona que servís com a cortesana duraria en aquest camp tant com pogués demostrar la seva utilitat per al seu company, o companys. Això, per descomptat, exclou a aquelles que servien com a cortesanes però ja eren casades dins l'alta societat. Per a aquelles que tenien el seu servei com a cortesanes com la seva font principal d'ingressos, l'èxit es basava solament en la longevitat i la gestió financera. Moltes van escalar a través dels rangs de la reialesa, servint al principi com a amants de nobles inferiors, i finalment assolint el paper d'amant d'un rei o príncep. Altres van poder quanyar una posició alta ben aviat, però poques van durar gaire, i després de servir a un príncep o rei no es podia anar enlloc més que no fos cap avall.
Pietro Aretino, un escriptor italià del renaixement, va escriure una sèrie de diàlegs (Capricciosi ragionamenti) en els que una mare ensenya a la filla quines opcions estan disponibles per a una dona i com ser una cortesana eficaç. El novel·lista francès Honoré de Balzac va escriure sobre una cortesana en el seu Splendeurs et misères des courtisanes (1838–47). Émile Zola també va escriure una novel·la, Nana (1880), sobre una cortesana a la França del segle xix.

## Famoses cortesanes de la història

### Seglexviii anteriors
- Lais la Bella

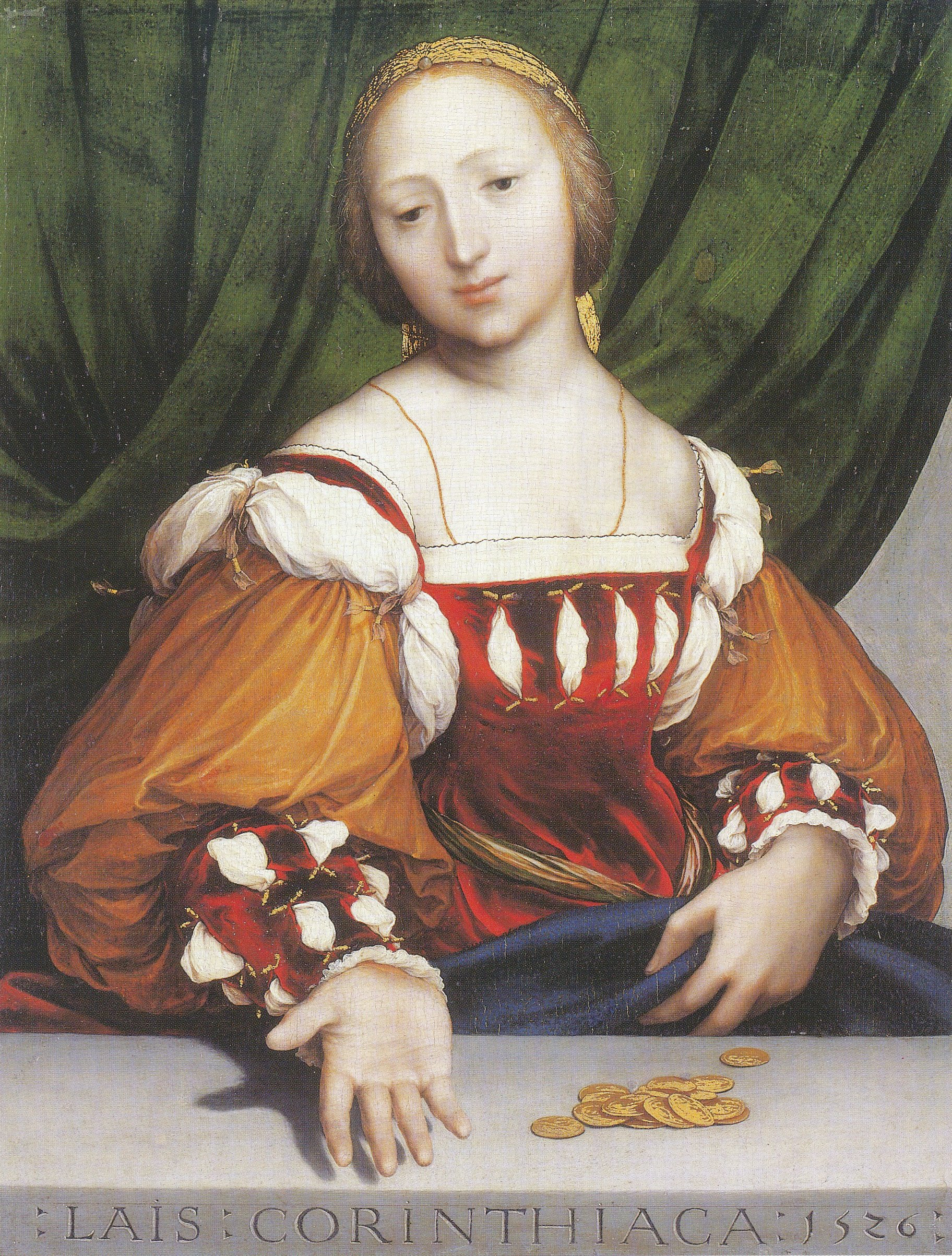
Lais de Corint, de Hans Holbein el Jove, Kunstmuseum Basel

- Lais la Jove (assassinada el 340 AC)
- Thaïs
- Aspàsia (469 AC-409 AC), amant del polític atenès Pèricles
- Friné (segle IV AC)
- Diaochan (nascuda el 169 DC, l'amant del senyor de la guerra Dong Zhuo i del guerrer Lü Bu durant els Tres Regnes xinesos)
- Su Xiaoxiao (finals del segle V)
- Teodora (c. 500–28 de juny, 548), muller de l'emperador Justinià I de l'Imperi Romà d'Orient
- Agnès Sorel (1421–1450) - amant del rei Carles VII de França, la primera amant reial de França.
- Jane Shore (1445–1527) - amant del rei Eduard IV d'Anglaterra
- Margaret Drummond (1475–1502) - amant del rei Jaume IV d'Escòcia
- Françoise de Foix (1495–1537) - primera amant oficial del rei Francesc I de França
- Diane de Poitiers (1499–1566) - amant oficial del rei Enric II de França
- Maria Bolena (1499–1543) - amant del rei Enric VIII d'Anglaterra i (suposadament) amant del rei Francesc I de França
- Hwang Jin-i (1550) - llegendària gisaeng de la dinastia Joseon
- Anne de Pisseleu d'Heilly (1508–1580) - l'última amant oficial del rei Francesc I de França
- Túl·lia d'Aragó (c. 1510–1556) - alta cortesana a diferents ciutats italianes, i poetessa amb obra publicada
- Veronica Franco (1546–1591) - una cortesana veneciana que un cop va ser amant del rei Enric III de França
- Marie Touchet (1549–1638) - l'única amant del rei Carles IX de França
- Marion Delorme (circa 1613–1650) - amant de George Villiers, 2n Duc de Buckingham, de Lluís II de Borbó-Condé, i del Cardenal Richelieu
- Ninon de l'Enclos (1615–1705) - amant de George Villiers, 2n Duc de Buckingham i de Gaspard de Coligny
- Lucy Walter (1630–1658) - amant del rei Carles II d'Anglaterra durant el seu exili
- Barbara Palmer, 1a Duquessa de Cleveland (1640–1709) - primera amant oficial de la cort del rei Carles II d'Anglaterra
- Françoise-Athénaïs, marquesa de Montespan (1641–1707) - amant del rei Lluís XIV de França
- Louise de la Vallière (1644–1710), amant del rei Lluís XIV de França
- Nell Gwyn (1650–1687) - actriu, amant del rei Carles II d'Anglaterra

### Seglesxviiiixix

Madame de Pompadour, de Maurice Quentin de La Tour, Museu del Louvre, París

- Claudine Alexandrine Guérin de Tencin (1681–1749)
- Louise Julie, Comtessa de Mailly (1710–1751)
- Marie-Anne de Mailly-Nesle duquessa de Châteauroux (1717–1744)
- Kitty Fisher (morta el 1767)
- Madame de Pompadour (1721–1764) - la famosa amant i preferida durant molt temps del rei Lluís XV de França
- Marie-Louise O'Murphy (1737–1814)
- Madame du Barry (1743–1793)
- Sophia Baddeley (1745–1786)
- Støvlet-Cathrine (1745-1805)
- Frances Villiers, Comtessa de Jersey (1753–1821)
- Grace Elliott (1754? – 1823)
- Dorothy Jordan (1761–1816)
- Harriette Wilson (1786–1846)
- Umrao Jaan (1804–1875) Lucknow, India
- La Païva (1819–1884)
- Lola Montez (1821–1861)
- Marie Duplessis (1824–1847)
- Cora Pearl (1835–1886)
- Virginia Oldoini, Comtessa de Castiglione (1837–1899)
- Catherine Walters (1839–1920)
- Blanche d'Antigny (1840–1874)
- Sarah Bernhardt (1844–1923)
- Lillie Langtry (1853–1929)
- Katharina Schratt (1853–1940), amant i confident de l'emperador Francesc Josep I d'Àustria
- Daisy Greville, Comtessa de Warwick (1861–1938)
- La Bella Otero (1868–1965)
- Alice Keppel (1869–1947)
- Liane de Pougy (1869–1950)
- Clara Ward, Princesa de Caraman-Chimay (1873–1916)
- Kathleen Rockwell (1873–1957)
- Mata Hari (1876-1917)

A més de la llista de dalt, el terme «cortesana» s'ha emprat sovint en un context polític per a intentar danyar la reputació d'una dona poderosa, o menysprear la seva importància. Degut a això, encara hi ha molt debat històric sobre si certes dones de la història poden considerar-se cortesanes. Per exemple, es va aplicar aquest títol a l'emperadriu romana d'Orient Teodora, que va començar com a actriu de varietats, però va acabar sent la muller de l'emperador Justinià i, un cop morta, una santa ortodoxa. També s'ha aplicat el terme a dones d'influència com ara Anna Bolena, Madaline Bishop, Diane de Poitiers, Mathilde Kschessinska, Pamela Harriman, Eva Perón i Gabrielle «Coco» Chanel. L'intent de definir aitals dones com a cortesanes sol tenir com a finalitat que es dirigeixi l'atenció cap a determinades qualitats, ambicions o conductes pròpies d'una cortesana.

### Famoses cortesanes de la ficció
- Odette Swann, d'A la recerca del temps perdut de Marcel Proust, és una cortesana de la Belle Epoque francesa que es guanya una considerable reputació de «gaudir» amb aristòcrates, artistes i burgesos, dels dos sexes.
- La Dama de les Camèlies era una novel·la sobre una cortesana de l'autor francès Alexandre Dumas (fill) que va ser convertida en l'òpera La Traviata del compositor italià Giuseppe Verdi. A la novel·la, el nom de la cortesana és Marguerite Gautier, i a l'òpera és «Violetta Valéry».
- Satine, interpretada per Nicole Kidman, una actriu/cortesana que s'enamora d'un escriptor sense diners interpretat per Ewan McGregor, a la pel·lícula Moulin Rouge!.
- La pel·lícula Dangerous Beauty, amb Catherine McCormack com a protagonista, explica la història de Veronica Franco, una cortesana veneciana.
- Angellica Bianca, a l'obra de teatre de 1677 The Rover, d'Aphra Behn.
- Nana, a la novel·la homònima d'Émile Zola de 1880 és una cortesana.
- A In the Company of the Courtesan, de Sarah Dunant, Fiammetta Bianchini, una cortesana de renom a Roma, i el seu perspicaç nan aconsegueixen triomfar entre les intrigues i secrets de la Venècia del renaixement.
- A Fanny Hill: or, the Memoirs of a Woman of Pleasure, de John Cleland, Fanny passa de ser una pobre noia orfe de poble a una capacitada i rica cortesana que finalment troba el seu amor veritable i es casa. La seva història s'explica en primera persona a través de diverses cartes als amics detallant la seva vida com a cortesana.
- En el llibre A Great and Terrible Beauty, Pippa acusa a Felicity de tenir una mare que és una cortesana i cònjuge, i que se'n va anar a França no només per dur un saló, sinó per estar amb el seu amant, un francès.
- Les obres de Broadway, musicals i pel·lícules basades en el llibre Gigi tracten d'una noia parisenca a qui la seva tia, una cortesana retirada, està educant com a cortesana.
- Bianca, que apareix a l'obra d'Anne Rice Armand el vampir, és una cortesana.
- A la Bianca de l'Otel·lo de Shakespeare se la considera una cortesana de Cassio.
- Ulla Winblad, als famosos poemes de Bellman del segle xviii.
- Kamala, a la novel·la Siddharta, de Hermann Hesse.